# Papyrus 41
Papyrus 41 (nach Gregory-Aland mit Sigel {\displaystyle {\mathfrak {P}}}41 bezeichnet) ist eine frühe Abschrift des Neuen Testaments in der griechischen und koptischen Sprache. Diese Diglotte auf Papyrus enthält die Apostelgeschichte. Mittels Paläographie wurde sie auf das 8. Jahrhundert datiert.
Inhalt
Der griechische Text des Papyrus enthält Apostelgeschichte 17,28–18,2.17–18.22–25.27; 19,1–4.6–8.13–16.18–19; 20,9–13.15–16.22–24.26–38; 21,3.4.26–27; 22,11–14.16–17.
Der koptische Text des Papyrus enthält Apostelgeschichte 17,30–18,2.25.27–28; 19,2–8.15.17–19; 20,11–16.24–28; 20,36–21,3; 22,12–14.16–17.
Texttyp
Der griechische Text des Kodex repräsentiert den Westlichen Texttyp. Kurt Aland bezeichnete ihn als „freien Text“ und ordnete ihn in Kategorie III ein.
Aufbewahrung
Der Papyrus wird zurzeit in der Österreichischen Nationalbibliothek (Pap. G. 17973, 26133, 35831, 39783) in Wien aufbewahrt.